# Język kendayan
Język kendayan, także kanayatn – język austronezyjski używany przez grupę etniczną Kendayan (jeden z ludów dajackich) na wyspie Borneo. Należy do grupy języków malajskich. Według danych Ethnologue posługuje się nim ponad 330 tys. ludzi, z czego 320 tys. zamieszkuje Indonezję (2007).
Jego użytkownicy zamieszkują różne obszary Borneo Zachodniego w Indonezji (kabupateny Sambas, Bengkayang, Pontianak, Landak, niektóre kecamatany Kota Singkawang) oraz stan Sarawak w Malezji (dystrykty Lundu i Sematan, First Division). 
Dzieli się na dwie główne odmiany: salako i ahe/banana’. Dialekt ahe często służy jako regionalna lingua franca. Czasem wyróżniana odmiana belangin nie jest zwykle włączana pod pojęcie kendayan (kanayatn) i być może powinna być klasyfikowana jako odrębny język . Odnotowano słaby (i asymetryczny) poziom wzajemnej zrozumiałości między belangin a kendayan.
Kanayatn znajduje się pod silnym wpływem języka malajskiego. W Indonezji zaznaczyły się wpływy języka narodowego, który przeważa w edukacji, sferze religijnej, mediach i administracji. Odmiana z Sambas i Bengkayang zapożyczyła pewną część leksyki lokalnej odmiany malajskiego (Sambas Malay). W salako występują też zapożyczenia z hakka. W malezyjskim stanie Sarawak malajski odgrywa nieco mniejszą rolę, gdyż znacznie później przyjął się w roli języka narodowego; dochodzi też do kontaktu Kendayan z Ibanami i Dajakami lądowymi. Według niektórych starszych propozycji kendayan to przedstawiciel języków Dajaków lądowych (Land Dayak), który upodobnił się do języków malajskich.
„Kendayan” to malajska/indonezyjska forma wyrazu „kanayatn”. Nazwa ta ma charakter niejednoznaczny; pierwotnie był to jedynie etnonim, ale ostatecznie określenie to przyjęło się również jako nazwa języka. Jako termin etniczny odnosi się zarówno do pewnych grup malajskich (Malayic), jak i grup posługujących się odległymi językami z grupy języków Dajaków lądowych, co może prowadzić do nieporozumień. Część ludności identyfikuje się z całą grupą Kendayan (np. w Bengkayang i okolicach Singkawang, gdzie zanika nazwa „Salako”), a inni bardziej z mniejszą społecznością w obrębie Kendayan (jak np. Salako, w Sambas i Sarawaku).
Nie jest silnie zagrożony wymarciem, pozostaje w użyciu na poziomie lokalnym, w sferze domowej i w obrzędach. Potencjalne zagrożenia dla jego żywotności to dominacja indonezyjskiego w życiu publicznym i ograniczona styczność z kanayatn wśród dzieci, które kontynuują edukację poza rodzimym regionem.
Najlepiej opisane są odmiany ahe/banana’ i salako. Jest używany w lokalnych audycjach radiowych.